# .il
‎.il‏ کد کشور دامنه سطح‌بالا (دامنه سطح‌بالای کد کشوری) کشور اسرائیل است. این دامنه توسط انجمن اینترنت اسرائیل اداره می‌گردد و توسط NIC - ISRAEL مدیریت می‌شود.

## دامنه‌های سطح دوم
هشت دامنهٔ سطح دوم برای این دامنه موجود است:
- .ac.il: موسسات آموزشی
- .co.il: تجاری
- .org.il: سازمان‌های غیر تجاری
- .net.il: رساننده‌های خدمات اینترنتی اسرائیلی
- .k12.il: مدارس و مهدهای کودک
- .gov.il: سازمان‌های دولتی و حکومتی
- .muni.il: ارادات شهری
- .idf.il: ارتش اسرائیل

دامنه‌های سطح سوم عبری همچون איגוד-האינטרנט.org.il از سال ۲۰۱۰ در دسترس‌اند.